# Sinoxylon divaricatum
Sinoxylon divaricatum är en skalbaggsart som beskrevs av Pierre Lesne 1906. Sinoxylon divaricatum ingår i släktet Sinoxylon och familjen kapuschongbaggar. Inga underarter finns listade i Catalogue of Life.

## Bildgalleri

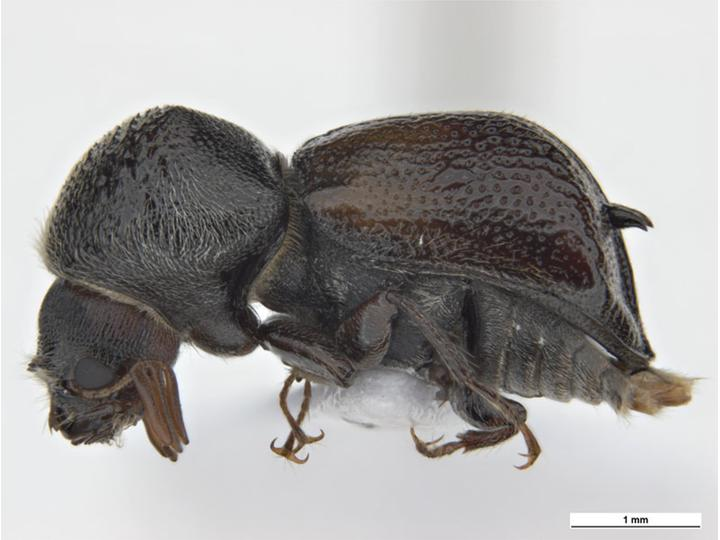